# Roberto Salum
Roberto Luiz Salum (Florianópolis, 13 de outubro de 1956) é um jornalista,  Radialista e político brasileiro filiado ao PL.
Segundo dos sete filhos de Jorge José Salum e de Avete Maria Knabben.
Disputou duas eleições de Deputado Federal por Santa Catarina: em 2006, pelo Partido Socialista Brasileiro (PSB), recebeu 71.864 votos e não foi eleito; em 2010, pelo Partido Progressista (PP), obteve 34.361 votos e ficou na posição de Suplente. 
Nas eleições gerais no Brasil em 2014 foi candidato a deputado estadual para a Assembleia Legislativa de Santa Catarina pelo Partido Social Democrático (PSD), obtendo 27.920 votos e ficou na sexta suplência, foi convocado e tomou posse na 18ª Legislatura (2015-2019), exercendo a função de 26 de julho a 28 de setembro de 2016, e entre novembro de 2017 a abril de 2018.
Nas eleições de 2018, concorreu a uma das duas vagas de Senador por Santa Catarina, pelo Partido da Mobilização Nacional (PMN), obteve 246.686 votos, mas não se elegeu.
Candidatou-se a Prefeito de São José, pelo partido Patriota, nas eleições municipais de 2020, sendo Hélio Gonçalves (PRTB), seu Vice, na coligação "São José de Volta ao Povo". Recebeu 4.110 votos, ficando na oitava posição na ordem de votação.